# Inbox by Gmail
Inbox by Gmail(인박스 바이 지메일)은 구글이 개발한 이메일 서비스이다. 2014년 10월 22일 초대된 사용자를 대상으로만 발표된 이 기능은 2015년 5월 28일 공식 공개되었다. Inbox는 2019년 4월 2일 구글에 의해 종료되었다.
웹을 통해서, 그리고 안드로이드와 iOS용 모바일 앱을 통해서 이용이 가능한 Inbox by Gmail은 여러 주요 기능을 통해 이메일 생산성과 조직을 개선하는 것을 목표로 하였다. 같은 주제의 이메일들을 하나로 묶는 기능, 메시지의 주요 상세 정보를 강조하는 기능, 리마인더, 어시스트, 스누즈(snooze) 기능을 통해 사용자들은 특정 정보가 언제 표시될지를 통제할 수 있었다. 서비스가 업데이트되면서 보내기 취소 기능, 특정 이메일에 대해 자동으로 짧은 답변 예시를 발생시키는 "스마트 답변" 기능, 이벤트 구성을 위한 구글 캘린더와의 연동, 뉴스레터 미리 보기, 사용자가 나중에 링크를 저장할 수 있게 하는 "Inbox에 저장" 기능을 사용자들이 이용할 수 있게 되었다.
Inbox by Gmail은 대체적으로 긍정적인 평가를 받았다. 런칭 당시 "크기가 매우 작고 사랑스러우며 레이어로 가득차 있고 탐색이 쉽다"는 평가를 받았다. 기능들은 딱 맞는 메시지를 찾는데 유용했으며 한 리뷰어는 이 서비스가 마치 이메일의 미래를 느끼게 해준다고 언급하였다. 그러나 특히 낮은 정보 밀집도, 트윅이 필요한 알고리즘, 서비스가 사용자에게 자신들의 이메일을 구성하는 제어권을 포기하게끔 요구하는 일 등으로 비판을 받았다. 구글은 2016년 3월 모바일의 모든 답변의 10%이 Inbox의 스마트 답변 기능에서 기원한다고 지적하였다.
구글은 2019년 3월 이 서비스를 중단하였다.